# Ėnem
Ėnem (in lingua russa Энем) è un centro abitato del Adighezia, situato nell'Tachtamukajskij rajon. La popolazione era di 19.661 abitanti al dicembre 2018. Ci sono 107 strade.